# Soga no Emishi
Soga no Emishi (jap. 蘇我 蝦夷; * 587; † 11. Juli 645) war Mitglied des Soga-Clans und ein Staatsmann der Asuka-Zeit im frühen Japan. Andere Namen sind Emishi (毛人) und Toyora no Ōomi (豊浦大臣). Nach dem Tod seines Vaters Umako übernahm Emishi dessen Amt des Ōomi, des Staatsministers.
Vom Ende der Herrschaft der Kaiserin Suiko bis zum Ende der Herrschaft von Kaiserin Kōgyoku genoss Emishi Einfluss bei Hofe. Nach dem Tod von Kaiserin Suiki gelang es Emishi, Prinze Tamura unter Hinweis auf das Testament der Kaiserin als Kaiser Jomei auf den Thon zu bringen. Da es mit Yamashiro no Ōe no Ō einen zweiten Kandidaten gab, ermordete Emishi den Onkel, der Ōe no Ō nominiert hatte und ebnete so den Weg für seinen Favoriten. Nachdem sich Jomei ins Kloster zurückzog, unterstützte er Kaiserin Kogyoku.
Fujiwara no Kamatari und Prinz Naka no Ōe, der spätere Kaiser Tenji organisierten 645 einen Staatsstreich (Isshi-Zwischenfall), in dessen Verlauf sie den Sohn Soga no Iruka von Soga no Emishi, der zu großen Einfluss auf Kaiserin Kōgyoku erlangt hatte, erschlugen. Emishi beging am nächsten Tag Suizid.
| Personendaten    | Personendaten                                  |
| ---------------- | ---------------------------------------------- |
| NAME             | Soga no Emishi                                 |
| ALTERNATIVNAMEN  | 蘇我 蝦夷 (japanisch); Emishi; Toyora no Ooomi |
| KURZBESCHREIBUNG | japanischer Staatsmann                         |
| GEBURTSDATUM     | 587                                            |
| STERBEDATUM      | 11. Juli 645                                   |